# Najat Maalla M'jid
Najat Maalla M’jid (arabisch نجاة معلا مجيد, DMG Naǧāh Muʿallā Maǧīd; geb. 1959 oder 1960) ist eine marokkanische Kinderärztin und Gründerin der NGO Bayti, durch die obdachlose Jugendliche in Marokko betreut werden. M’jid ist seit 2019 UN-Sonderbeauftragte für Gewalt gegen Kinder.

## Ausbildung
Najat M’jid studierte Medizin an der Université Mohammed V Agdal in Rabat, wo sie als Allgemeinmedizinerin promovierte, an der Université de Bordeaux absolvierte sie eine Facharztausbildung zur Pädiaterin und Neonatologin. Am Geneva Institute for Human Rights (GIHR) in Genf erwarb sie darüber hinaus einen Master in human rights.

## Karriere
Nach ihrer Ausbildung arbeitete M’jid als Kinderärztin, sie wurde Leiterin der pädiatrischen Abteilung und Direktorin des Hay Hassani-Mutter-Kind-Krankenhauses in Casablanca. Sie gründete die Organisation Bayti (arabisch: Mein Haus), die sich um Straßenkinder in Marokko kümmert.
M’jid war Mitglied des marokkanischen Menschenrechtsrates und des Vorstands des African Child Policy Forums.
Von 2008 bis 2014 war sie UN-Sonderberichterstatterin für Kinderhandel, Kinderprostitution und Kinderpornografie. Sie arbeitete als Expertin für zahlreiche nationale und internationale Kinderschutz-Projekte und -Organisationen.
Darüber forscht und lehrt sie an marokkanischen und internationalen Universitäten zu Kinderschutz, Sozial- und Entwicklungspolitik. Sie ist als Beraterin der marokkanischen Regierung und internationaler Institutionen tätig. Für NGOs und Netzwerke entwickelt und vermittelt sie Trainings für Sozialarbeiter, Strafverfolger und Richter, Lehrer und medizinisches Personal. Schwerpunkte ihrer Arbeit sind Gefahren für Kinder durch Menschenhandel, Gewalt, sexuelle oder andere Formen von Ausbeutung, Obdachlosigkeit, die Situation von Kindern in betreuenden Einrichtungen, unbegleitete Kinder, Vernachlässigung etc.
Im Mai 2019 wurde Najat Maalla M’jid von UN-Generalsekretär António Guterres als Nachfolgerin von Marta Santos Pais zur UN-Sonderbeauftragten für Gewalt gegen Kinder (Special Representative of the Secretary-General on Violence against Children - SRSG/VAC) ernannt. In ihren zahlreichen Auftritten in aller Welt betont M’jid, dass für das Leben von Kindern in einer gewaltfreien Umgebung essentiell alle Ziele der Agenda 2030 für nachhaltige Entwicklung erreicht werden müssen.